# Architecture de la période post-Goupta
L'expression architecture de la période post-goupta regroupe toute la production architecturale de l'Inde aux VIIe et VIIIe siècles.

## Inde du Nord
Dans le Madhya Pradesh comme en Orissa, règnent de petites dynasties, comme celle des Gurjara-Pratihara, qui donnent lieu à des constructions au style assez uni. L'architecture est dite « Nagara », c’est-à-dire « urbaine », et se compose exclusivement de monuments religieux dont aucun n'est daté par une inscription. Les temples sont généralement construits en pierres sèches (sans mortier), mais il en existe quelques-uns en briques. Ils sont de rite hindou, généralement shivaïtes.
Dans le Madhya Pradesh, on peut signaler le site exigu et encaissé de Naresvar. Les temples n°1, 2 et 5 datent du VIIe siècle. Petits, de plan carré et peu développé, ils sont décorés sur trois faces de niches avec des représentations de divinités et couverts d'une toiture en sikhara. Le décor s'enrichit au fil du temps : ainsi, le temple n°5 comporte trois niches sur chaque face, qui permettent une complexification de l'ornementation.
Sur le site de Bhubaneswar, en Orissa, se trouvent de nombreux temples de périodes diverses. Celui de Parasuramesvara, date du VIIe siècle et fut vraisemblablement bâti un peu après ceux de Naresvar. Shivaïte, bien qu'ouvert à l’ouest, il comporte une cella de plan carré avec une toiture en sikhara, précédée d’un mandapa à piliers (appelé jaga mohan dans cette région) comportant une nef et deux bas-côtés et couvert d'une toiture pentue à deux niveaux.
Trois niches accostées de pilastres et surmontées d’un fronton ornent chaque face de la tour-sanctuaire, avec des divinités shivaïtes en bas relief liées : Ganesh, Skanda et Durgā se trouvaient dans les niches principales, mais toutes ne sont pas conservées.
Sur le mandapa, le décor se concentre essentiellement sur les murs extérieurs, avec de nombreuses scènes plus ou moins liées à Shiva : le démon Ravana tentant d’ébranler la montagne, la danse de Shiva, les sept mères, Yama, les gardiens de l’espace, des scènes de danse, etc.

## Inde du Sud: les Pallava
Dans l'État du Tamil Nadu se trouve la dynastie des Pallava (VIIe – fin VIIIe siècle). C'est elle qui fait véritablement émerger l’Inde du Sud-Est comme un grand centre culturel, grâce à un foisonnement littéraire, un important commerce, une architecture grandiose, et une importante tolérance et coexistence religieuse. Deux grands rois, Mahendravarman (580-630) et Narasimravarman Ier (630-670) sont particulièrement importants pour l'architecture.

### Architecture excavée

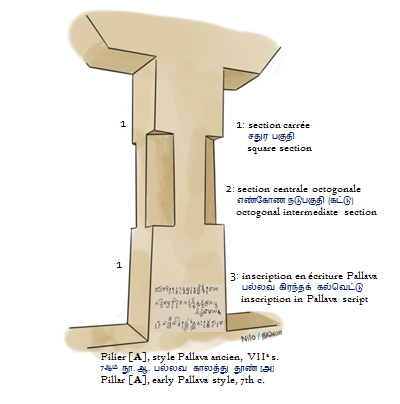
Pilier du style Pallava ancien, VIIe s., Mandagappattu.

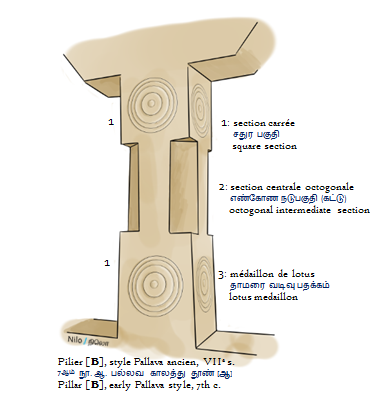
Pilier du style Pallava ancien, VIIe s., Mahendravadi.

Elle représente une part très importante de l'activité architecturale chez les Pallava, qui précède l'architecture construite.
Sous Mahendravarman, on recense de nombreuses cavernes, en général shivaïtes, dont plusieurs sont dédiées au roi. Le style éponyme se distingue par plusieurs traits :
- des piliers sobres tripartites, comportant une base et un sommet de section carrée, le milieu étant de section octogonale ;
- des soutiens d’entablement nus, se terminant en quarts de disque ;
- souvent, une grande salle ouverte avec plusieurs petits sanctuaires (3 ou 5).

On peut mentionner dans ce style les cavernes de Mandagappattu (notamment la caverne de Lakshita, gardée par deux magnifiques dvarapala déhanchés et appuyés sur leurs massues), et la caverne haute du site de Tiruchirapalli (ou Trichy), qui comporte un relief de la descente du Gange, qui sert de métaphore au souverain commanditaire.
Le style Narasimravarman Ier, dit Mamalla, se distingue quant à lui par :
- l'emploi de colonnes à la place des piliers. Celles-ci comportent une petite base, un fût élancé, un chapiteau réduit ;
- des corniches avec des réductions d’architectures (souvent inachevées) ;
- souvent, lions assis à la base des colonnes, qui évoluent en lions cornus, puis enfin en lions dressés au début du VIIIe siècle.

La caverne Koneri marque la transition entre les deux styles : elle comporte une rangée de piliers et une rangée de colonnes.
Les cavernes Mahisamardini et Varaha II, situées à Mahâballipuram, sont caractéristiques du style Mamalla. La première comporte une cella dédiée à Shiva devant laquelle se trouve un petit porche dont les colonnes sont soutenues par des lions assis, tandis que dans les reliefs, Durgā combat le démon buffle et Vishnou est couché sur Ananta. La seconde, plus tardive, est vishnouïte, et marque l'apogée du style Mamalla avec ses deux colonnes et ses deux pilastres aux lions cornus assis. Son décor est très riche et très soigné : une corniche avec des fenêtres et des édifices en réduction, des sculptures des avatars de Vishnou Varaha, de la déesse Laksmi entre deux éléphants (idée de purification) et de Durgā, ici au titre de sœur de Vishnou.

### Architecture sculptée
Cette forme très particulière d'architecture se rapporte en fait au site de Mahâballipuram, qui compte cinq rochers sculptés en forme d’architecture, les cinq ratha. Ceux-ci ont été désignés (bien postérieurement) sous le nom des héros du Mahabaratha.

### Architecture construite
Les temples, dont seul un nombre restreint existe encore, reprennent la disposition donnée par les ratha : un plan carré, un type dravidien.
L'édifice le plus populaire est sans doute le Temple du Rivage de Mahâballipuram, datant du VIIIe siècle. Construit en pierre, ce temple shivaïte comporte trois sanctuaires : un pour Vishnou au centre, deux pour Shiva aux extrémités. Il est représentatif des architectures dravidiennes mais son décor, d'origine, est très érodé du fait de son exposition aux intempéries.
À Kanchipuram, la capitale des Pallava, se trouve le temple Kailasanatha, qui date lui aussi du premier quart du VIIIe siècle. Également shivaïte, il est composé d'une tour sanctuaire avec une cella entourée d'un déambulatoire, précédée d’un mandapa détaché. Le décor, très bien préservé, comporte des niches avec des colonnettes flanquées de lions dressés sur leurs pattes postérieures, qui constituent pour les spécialistes un élément de datation. Les reliefs dans les niches comportent des motifs shivaïtes.

## La dynastie Chalukya au centre
La dynastie Chalukya règne au Karnataka de la fin du VIe siècle à la fin du VIIIe siècle. Elle prend de l'importance avec les fondations des villes de Badami et Aihole (VIIe siècle), qui servent de capitales et de hauts lieux religieux (VIIIe siècle). Sur le plan politique, les Chalukya sont successivement ennemis et alliés des Pallava, il s’ensuit donc des influences réciproques.
Comme les Pallava, les Chalukya excavent avant de construire. Leurs temples sont presque toujours hindous et en pierres sèches, mais présentent des styles divers : dravidien ou du Nord, sanctuaire dégagé ou à déambulatoire, styles locaux, réinterprétations, etc. L'architecture demeure souvent très sobre, très proche de l’architecture Pallava. On note quelques caractéristiques architecturales spécifiques :
- haut soubassement mouluré,
- organisation avec cella, petite salle hypostyle (mandapa), porche,
- piliers sobres, sans chapiteau et pourvus d’un décor discret,
- sanctuaires très exigus par rapport au mandapa,
- décor de vases d’abondance, kalasha, assez typique de la dynastie.

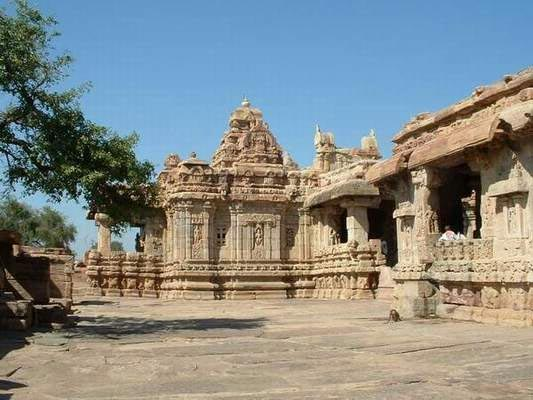
Le temple de Virupaksha à Pattadakal

Sur le site de Badami se trouve une caverne vishnouïte, datée de 578 d'après sa dédicace. Elle se compose d'une véranda inachevée et d'une grande salle dans laquelle la cella fait saillie. On note des vestiges de décors peints et de nombreux décors en relief, dans la véranda notamment : Vishnou suprême à huit bras, l'avatar du nain brahmane, Vishnou assis sur Ananta, l'avatar de l’homme lion, Hari-hara.
Aihole comporte de nombreux temples anciens et médiévaux, de style généralement du Nord ou local et pour la plupart hindous. Celui dit de Durgā, bien qu'on ne sache s'il est dédié à Durgā, à Vishnou ou à Shiva, est le plus riche des temples du style du Nord d’Aihole. Son plan absidal atypique, à déambulatoire et péristyle, rappelle celui des anciennes caitya bouddhiques. Il comporte une toiture en shikhara sur la cella, et un toit pentu couvre le mandapa. Sur les côtes se trouvent des couples d’amoureux chastes, Shiva avec le taureau Nandi, Durgā et le démon buffle, Vishnou et Garuda, le vahana de Vishnou.
Temple de Lad Khan, du VIIe siècle, est un exemple de style local, avec un toit plat surmonté d'une petite cella cubique. Son large porche à banquette est ouvert, avec un muret décoré de vases d’abondance. Il rappelle que les temples en Inde n'étaient pas seulement des lieux de culte, mais également des lieux de vie et de réunion.
Les temples du VIIIe siècle, comme ceux de Papnatha et Cirupaksha à Pattadakal, semblent plus ambitieux et plus richement décorés mais conservent les mêmes influences qu’à Badami. Ils sont tous deux de style dravidien, mais d'autres, plus petits, utilisent le style du Nord.